# Paraophiodina lacrima
Paraophiodina lacrima is een soort in de taxonomische indeling van de Myzozoa, een stam van microscopische parasitaire dieren. Het organisme komt uit het geslacht Paraophiodina en behoort tot de familie Ganymedidae. Paraophiodina lacrima werd in 1882 ontdekt door Vejdovsky.